# Distretto di Manzini
Il distretto di Manzini è il più orientale dei quattro distretti dell'eSwatini. Il suo capoluogo è Manzini.

## Geografia antropica

### Suddivisioni amministrative
Il distretto è suddiviso nei 16 seguenti tinkhundla:
- Inkhundla Ekukhanyeni. Imiphakatsi: Bhekinkhosi, Ebutfonweni, Embheka, Engcayini, Engwazini, Enkiliji, Ensenga, Enyakeni, Esankolweni, Eswaceni, Kantunja, Maliyaduma, Mdayaneni, Mkhulamini.
- Inkhundla Mhlambanyatsi. Imiphakatsi: Dingizwe, Lundzi, Mbangave, Mlindazwe, Zondwako.
- Inkhundla Kwaluseni. Imiphakatsi: Kwalusenimhlane, Logoba.
- Inkhundla Lamgabhi. Imiphakatsi: Dudusini, Emhlangeni, Engwenyameni, Kalamgabhi, Kaluhleko.
- Inkhundla Lobamba Lomdzala. Imiphakatsi: Luyengo, Malkerns.
- Inkhundla Ludzeludze. Imiphakatsi: Ekudzeni, Enkamanzi, Esibuyeni, Esigombeni, Mbekelweni, Usweni, Zombodze.
- Inkhundla Mafutseni. Imiphakatsi: Engculwini, Etimbutini, Kabhudla, Kankhambule, Luhlokohla, Mafutseni.
- Inkhundla Mahlangatja. Imiphakatsi: Bhahwini, Ebuseleni, Eludvondvolweni, Eluzelweni, Emambatfweni, Empolonjeni, Kazulu, Mgomfelweni, Nsangwini, Sigcineni.
- Inkhundla Mangcongco. Imiphakatsi: Dwalile, Mafutseni, Mangcongco, Ncabaneni, Sandlane.
- Inkhundla Manzini Nord. Imiphakatsi: Edwaleni, Emakholweni, Mnyenyweni, Mzimnene.
- Inkhundla iNingizimu Manzini. Imiphakatsi: Lwandle, Mjingo, Moneni, Zakhele.
- Inkhundla Mkhiweni. Imiphakatsi: Dvokolwako, Ekutsimleni, Mbelebeleni.
- Inkhundla Mtfongwaneni. Imiphakatsi: Bulunga, Ehlane, Gundwini, Lwandle, Ndlandlameni.
- Inkhundla Ngwempisi. Imiphakatsi: Bhadzeni I, Bhadzeni II, Elushikishini, Emahhashini, Emaqudvulwini, Engcoseni, Enhlulweni, Etshebovu, Khabonina, Mgazini, Velezizweni.
- Inkhundla Nhlambeni. Imiphakatsi: Dwaleni, Kashali, Njelu.
- Inkhundla Ntondozi. Imiphakatsi: Egebeni, Empini, Endlini Lembi, Kandinda, Ncabaneni, Ntondozi.